# Вйонзув (гміна)
Гміна Вйонзув (пол. Gmina Wiązów) — місько-сільська гміна у південно-західній Польщі. Належить до Стшелінського повіту Нижньосілезького воєводства.
Станом на 31 грудня 2011 у гміні проживало 7497 осіб.

## Площа
Згідно з даними за 2007 рік площа гміни становила 141.82 км², у тому числі:
- орні землі: 87.00%
- ліси: 4.00%

Таким чином, площа гміни становить 22.79% площі повіту.

## Населення
Станом на 31 грудня 2011:
| Опис     | Загалом | Загалом | Чоловіки | Чоловіки | Жінки | Жінки |
| -------- | ------- | ------- | -------- | -------- | ----- | ----- |
| одиниця  | осіб    | %       | осіб     | %        | осіб  | %     |
| все      | 7497    | 100     | 3713     | 49.53    | 3784  | 50.47 |
| міське   | 2365    | 100     | 1135     | 47.99    | 1230  | 52.01 |
| сільське | 5132    | 100     | 2578     | 50.23    | 2554  | 49.77 |

## Сусідні гміни
Гміна Вйонзув межує з такими гмінами: Доманюв, Ґродкув, Ольшанка, Олава, Пшеворно, Скарбімеж, Стшелін.